# Psammorygma caligatum
Psammorygma caligatum là một loài nhện trong họ Zodariidae.
Loài này thuộc chi Psammorygma. Psammorygma caligatum được Rudy Jocqué miêu tả năm 1991.